# Lâu đài Zvíkov
Zvíkov (tiếng Séc: Hrad Zvíkov, tiếng Đức: Klingenberg), thường gọi là "vua của các lâu đài Séc", là một lâu đài ở Cộng hòa Séc. Lâu đài này nằm ở ngã ba của sông Vltava và Otava, khoảng 15 km về phía Bắc Písek, trong Vùng Nam Bohemia, Cộng hòa Séc, bên cạnh làng Zvíkovské Podhradí. Nó được xây trên một doi đất khó tiếp cận ở trên hợp lưu của sông Vltava và sông Otava. Lâu đài này là một trong những lâu đài theo phong cách Gothic sớm vùng đất Séc.
Khu vực này là nơi sinh sống sớm nhất là thời tiền sử khi người Celt xây dựng một pháo đài ở đây trong khoảng thời gian của Chúa Giêsu. Lâu đài hiện tại được xây dựng vào nửa đầu thế kỷ 13, có lẽ hầu hết theo lệnh của vua Přmysl Otakar I, nhưng ngày chính xác chưa được biết. Việc đề cập bằng văn bản đầu tiên về lâu đài là từ năm 1234 và thuộc sở hữu của các vua của Bohemia.
Ban đầu là một công trình nhỏ, lâu đài đã liên tục mở rộng cho đến 1278. Sau khi triều đại Přemyslid thoái trào tại Zvíkov năm 1306, lâu đài đã trở thành tài sản của gia đình Rožmberk. Sau 1337 khu định cư thuộc tòa lâu đài đã được tăng cường, như một phần của việc sửa chữa triệt để. Công sự của nó đã rất mạnh mẽ mà ngay cả những người Hussite, trong các cuộc chiến tranh Hussite, bao vây lâu đài này trong bốn tháng năm 1429, nhưng khó mà phá thủng nó. Để bảo vệ chống lại các bức tường pháo hạng nặng của nó đã được tăng cường hơn nữa.